# Tenuipalpus simplex
Tenuipalpus simplex är en spindeldjursart som beskrevs av Vitzthum 1920. Tenuipalpus simplex ingår i släktet Tenuipalpus och familjen Tenuipalpidae. Inga underarter finns listade i Catalogue of Life.